# Hindupigen Part 2: Kærlighedens Triumf
Hindupigen Part 2: Kærlighedens Triumf er en amerikansk stumfilm fra 1916 af John Emerson.

## Medvirkende
- Mary Pickford som Radha.
- David Powell som Richard Townsend.
- Frank Losee som Bradshaw.
- Mary Alden som Mrs. Bradshaw.
- Mario Majeroni som Ramlan.